# Bezirksklasse Magdeburg-Anhalt
De Bezirksklasse Magdeburg-Anhalt was een van de drie competities ten tijde van nazi-Duitsland die als tweede klasse fungeerde, onder de Gauliga Mitte. Het hele voetbalsysteem in Duitsland werd in 1933 na de machtsgreep van de NSDAP hervormd. De Midden-Duitse voetbalbond werd ontbonden en de 24 competities die in 1932/33 nog bestonden werden vervangen door de Gauliga Mitte en Gauliga Sachsen. Vanaf 1940/41 heette de competitie 1. Klasse Magdeburg-Anhalt. 

## Erelijst
- Vetgedrukt als de club ook promotie kon afdwingen.

| Seizoen | Kampioen Magdeburg-Anhalt  |
| ------- | -------------------------- |
| 1933/34 | FuCC Cricket-Viktoria 1897 |
| 1934/35 | SV Dessau 05               |
| 1935/36 | FC Viktoria Stendal        |
| 1936/37 | Saxonia 07 Tangermünde     |
| 1937/38 | FV Fortuna Magdeburg       |
| 1938/39 | FC Preußen Burg            |
| 1939/40 | FV Fortuna Magdeburg       |
| 1940/41 | Dessauer SV 98             |
| 1941/42 | FV Fortuna Magdeburg       |
| 1942/43 | FC Preußen Burg            |

## Seizoenen Bezirksklasse
| Club                                 | /10 | Seizoenen (1933-1943)           |
| ------------------------------------ | --- | ------------------------------- |
| MSC Preußen 99                       | 9   | 1934-1943                       |
| SV 09 Staßfurt                       | 9   | 1933-1937, 1938-1943            |
| FV Fortuna Magdeburg                 | 8   | 1934-1938, 1939-1943            |
| Burger FC 02 Preußen                 | 7   | 1935-1940, 1941-1943            |
| FC Viktoria 09 Stendal               | 6   | 1933-1939                       |
| SV 07 Bernburg                       | 6   | 1933-1936, 1939-1940, 1941-1943 |
| FC Germania Halberstadt              | 6   | 1933-1939                       |
| SV Wacker Bernburg                   | 6   | 1937-1943                       |
| SV Viktoria 03 Zerbst                | 5   | 1933-1938                       |
| VfL Germania Wernigerode             | 5   | 1933-1937, 1938-1939            |
| Saxonia 07 Tangermünde               | 5   | 1934-1939                       |
| VfL Viktoria-Neustadt 1860           | 5   | 1937-1939, 1940-1943            |
| VfB 1906 Schönebeck                  | 4   | 1933-1935, 1936-1938            |
| SC 1910 Oschersleben                 | 3   | 1940-1943                       |
| FC 1915 Mildensee                    | 3   | 1936-1939                       |
| SpVgg 04 Thale                       | 3   | 1937-1939, 1941-1942            |
| VfB Groß-Ottersleben                 | 3   | 1939-1942                       |
| FuCC Cricket-Viktoria 1897 Magdeburg | 2   | 1933-1934, 1942-1943            |
| SV Dessau 05                         | 2   | 1933-1935                       |
| Magdeburger SC 1900                  | 2   | 1934-1935, 1942-143             |
| Dessauer SV 98                       | 2   | 1933-1934, 1940-1941            |
| SC Germania-Jahn Magdeburg           | 1   | 1933-1934                       |
| SV 1911 Hötensleben                  | 1   | 1933-1934                       |
| FC Askania 1900 Aschersleben         | 1   | 1935-1936                       |
| Cöthener FC Germania 03              | 1   | 1942-1943                       |